# Amalthea (satelit)
Amalthea /a.mal'te.a/ este un satelit natural al lui Jupiter. Are a treia cea mai apropiată orbită în jurul lui Jupiter dintre sateliții cunoscuți și a fost cel de-al cincilea satelit al lui Jupiter care a fost descoperit, așa că este cunoscut și sub numele de Jupiter V. Este și al cincilea satelit ca mărime a lui Jupiter, după cei patru sateliți galileeni. Edward Emerson Barnard a descoperit satelitl pe 9 septembrie 1892 și l-a numitdupă Amalthea din mitologia greacă. A fost ultimul satelit natural descoperit prin observare vizuală directă; toți sateliții de mai târziu au fost descoperiți prin imagini fotografice sau digitale.
Amalthea se află pe o orbită apropiată în jurul lui Jupiter și se află în marginea exterioară a Inelului Gossamer Amalthea, care este format din praful aruncat de pe suprafața sa. Jupiter ar avea un diametru aparent de 46,5 grade de pe suprafața sa. Amalthea este cel mai mare dintre sateliții interiori ai lui Jupiter și are o formă neregulată și o culoare roșiatică. Se crede că este alcătuit din gheață poroasă cu cantități necunoscute de alte materiale. formele sale de relief includ cratere și creste mari.
Imaginile apropiate cu Amalthea au fost realizate în 1979 de navele spațiale Voyager 1 și 2 și, mai detaliat, de către sonda spațială Galileo în anii 1990.

## Istorie

### Descoperire

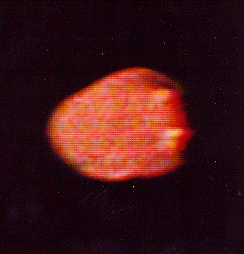
imagine color Voyager 1 cu Amalthea (1979)

Amalthea a fost descoperit pe 9 septembrie 1892 de Edward Emerson Barnard folosind telescopul refractor de 36 inchi (91 cm) de la Observatorul Lick. A fost ultimul satelit natural care a fost descoperit prin observație vizuală directă (spre deosebire de fotografii) și a fost primul satelit nou al lui Jupiter de la descoperirea de către Galileo Galilei a sateliților Galileeni în 1610.

### Nume
Amalthea este numeită după nimfa Amaltheia din mitologia greacă, care a alăptat pruncul Zeus (echivalentul grecesc al lui Jupiter) cu lapte de capră. Denumirea sa numerică romană este Jupiter V. Numele „Amalthea” nu a fost adoptat oficial de IAU până în 1976, deși fusese în uz informal de multe decenii. Numele a fost sugerat inițial de Camille Flammarion.Înainte de 1976, Amalthea era cunoscut cel mai frecvent ca Jupiter V.

## Orbită

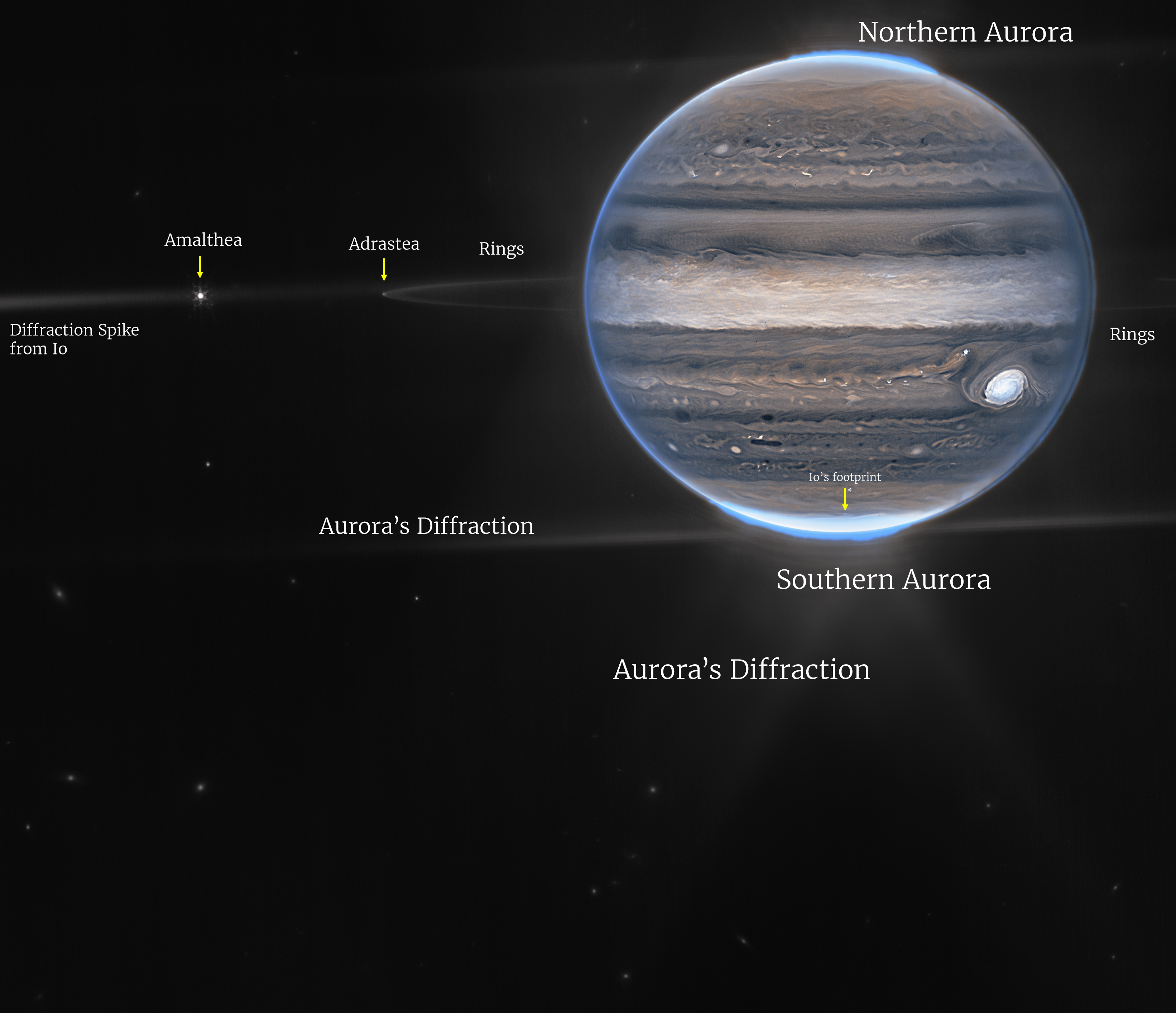
Amalthea în imagine făcută de Telescopul spațial James Webb (stânga) (20 august 2022)

Amalthea orbitează în jurul lui Jupiter la o distanță de 181.000 km (2,54 raze ale lui Jupiter). Orbita lui Amalthea are o excentricitate de 0,003 și o înclinare de 0,37° față de ecuatorul lui Jupiter. Astfel de valori nenule semnificative ale înclinației și excentricității, deși sunt mici, sunt neobișnuite pentru un satelit interior și pot fi explicate prin influența celui mai interior satelit galilean, Io: în trecut, Amalthea a trecut prin mai multe rezonanțe cu Io care au și-a crescut înclinația și excentricitatea.
Orbita lui Amalthea se află lângă marginea exterioară a Inelului Gossamer Amalthea, care este compus din praful aruncat de pe satelit.

## Caracteristici fizice
Suprafața Amalthea este foarte roșie.  Această culoare se poate datora sulfului provenit din Io sau din alt material non-gheață.  Pe versanții majori ai lui Amalthea apar pete strălucitoare cu o nuanță mai puțin roșie, dar natura acestei culori este în prezent necunoscută.  Suprafața lui Amalthea este puțin mai strălucitoare decât suprafețele altor sateliți interiori ai lui Jupiter.  Există, de asemenea, o asimetrie substanțială între emisfera posterioară și cea anterioară: emisfera anterioară este 1,3de ori mai strălucitoare decât cealaltă. Asimetria este probabil cauzată de viteza și frecvența mai mare a impacturilor asupra emisferei anterioare, care excavează un material strălucitor - probabil gheață - din interiorul Lunii. 

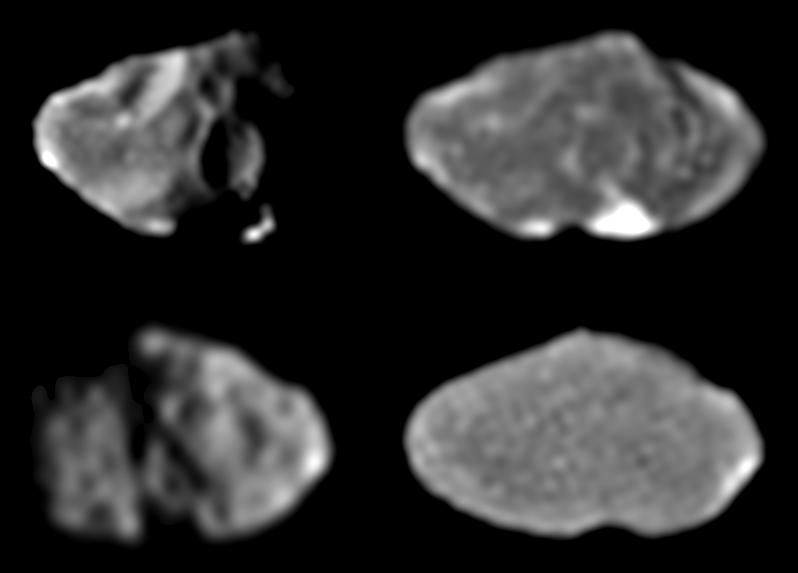
Imagini Galileo care arată forma neregulată a Amaltheei (1997)

Amalthea are o formă neregulată, cea mai bună aproximare elipsoidală fiind 250 × 146 × 128 km.  Din aceasta, suprafața Amaltheei 

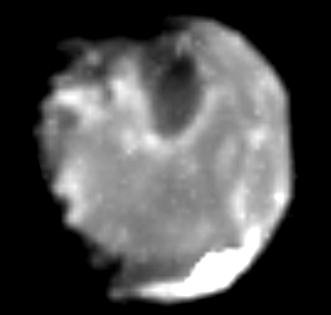
Cea mai detaliată imagine existentă a Amaltheei (2.4 km/pix). Partea anti-Jupiter. Ida Facula și Lyctos Facula sunt în partea stângă. Partea inferioară a punctului luminos este asociat cu craterul Gaea. Fotografie de Galileo (2000)

este probabil între 88.000 și 170.000 de kilometri pătrați, sau undeva aproape de 130.000. La fel ca toți ceilalți sateliți interiori ai lui Jupiter, acesta este în rotație sincronă cu planeta, axa lungă îndreptată spre Jupiter tot timpul.  Suprafața sa este puternic acoperită cu cratere, dintre care unele sunt extrem de mari în raport cu dimensiunea satelitului: Pan, cel mai mare crater, măsoară 100 km și are cel puțin 8 km adâncime.  Un alt crater, Gaea, măsoară 80 km și este probabil de două ori mai adânc decât Pan.  Amalthea are mai multe puncte luminoase proeminente, dintre care două sunt numite. Sunt Lyctos Facula și Ida Facula, cu lățimea de până la 25km. Sunt situate pe marginea crestelor. 
Forma neregulată și dimensiunea mare a lui Amalthea au condus în trecut la concluzia că este un corp destul de puternic, rigid , unde s-a susținut că un corp compus din gheață sau alte materiale slabe ar fi fost trase într-o formă mai sferică de propria sa gravitație. Cu toate acestea, la 5 noiembrie 2002, orbiterul Galileo a efectuat un zbor care a venit la 160 de km de Amalthea și devierea orbitei sale a fost folosită pentru a calcula masa satelitului (volumul ei a fost calculat anterior – cu o eroare de aproximativ 10% – dintr-o analiză atentă a tuturor imaginilor existente).  În cele din urmă, densitatea lui Amalthea s-a dovedit a fi de până la 0.86 g/cm3,   așa că trebuie să fie fie un corp relativ ghețos, fie o „ grămăda de moloz ” foarte poroasă sau, mai probabil, ceva între. Măsurătorile recente ale spectrelor infraroșu de la telescopul Subaru sugerează că satelitul conține într-adevăr minerale hidratate, ceea ce indică faptul că nu s-ar fi format în poziția sa actuală, deoarece Jupiterul primordial fierbinte l-ar fi topit.  Prin urmare, este probabil să se fi format mai departe de planetă sau să fie un corp capturat din Sistemul Solar. Nu au fost făcute imagini în timpul acestui zbor (camerele Galileo au fost dezactivate din cauza daunelor cauzate de radiații în ianuarie 2002), iar rezoluția altor imagini disponibile este în general scăzută.
Amalthea radiază puțin mai multă căldură decât primește de la Soare, ceea ce se datorează probabil influenței fluxului de căldură jovian (<9 kelvin ), luminii solare reflectate de pe planetă (<5 K) și bombardarea cu particule încărcate (<2 K).  Aceasta este o trăsătură împărtășită cu Io, deși din motive diferite.

### Forme de relief numite

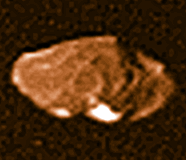
Nordul este sus, iar Jupiter este dincolo de partea dreaptă. Craterul Pan este văzut pe marginea din dreapta sus, iar Gaea pe partea inferioară. Ida Facula și Lyctos Facula sunt la capătul stâng (zonele luninoase superioare și, respectiv, inferioare) (1979)

Există patru forme de relief numite pe Amalthea: două cratere și două faculae (zone luminoase). Faculaele sunt situate pe marginea unei creste din partea anti-Jupiter a lui Amalthea.
Craterele sunt numite după personaje din mitologia greacă asociate cu Zeus și Amalthea, faculaele după locații asociate cu Zeus.
| Formă de relief | Pronunție | Diametru | Anul Aprobării | Eponim                                                             | Ref   |
| --------------- | --------- | -------- | -------------- | ------------------------------------------------------------------ | ----- |
| Gaea            | /ga'e.a/  | 80 km    | 1979           | Gaia, zeița greacă, mama pământului care l-a adus pe Zeus în Creta | WGPSN |
| Pan             | /pan/     | 100 km   | 1979           | Pan, zeul-capră grec, fiul lui Amalthea și Hermes                  | WGPSN |
| Ida Facula      | /ˈaɪdə/   | 50 km    | 1979           | Mount Ida, Creta                                                   | WGPSN |
| Lyctos Facula   | /ˈlɪktɒs/ | 25 km    | 1979           | Lyctus, Creta                                                      | WGPSN |

## Relație cu inelele lui Jupiter

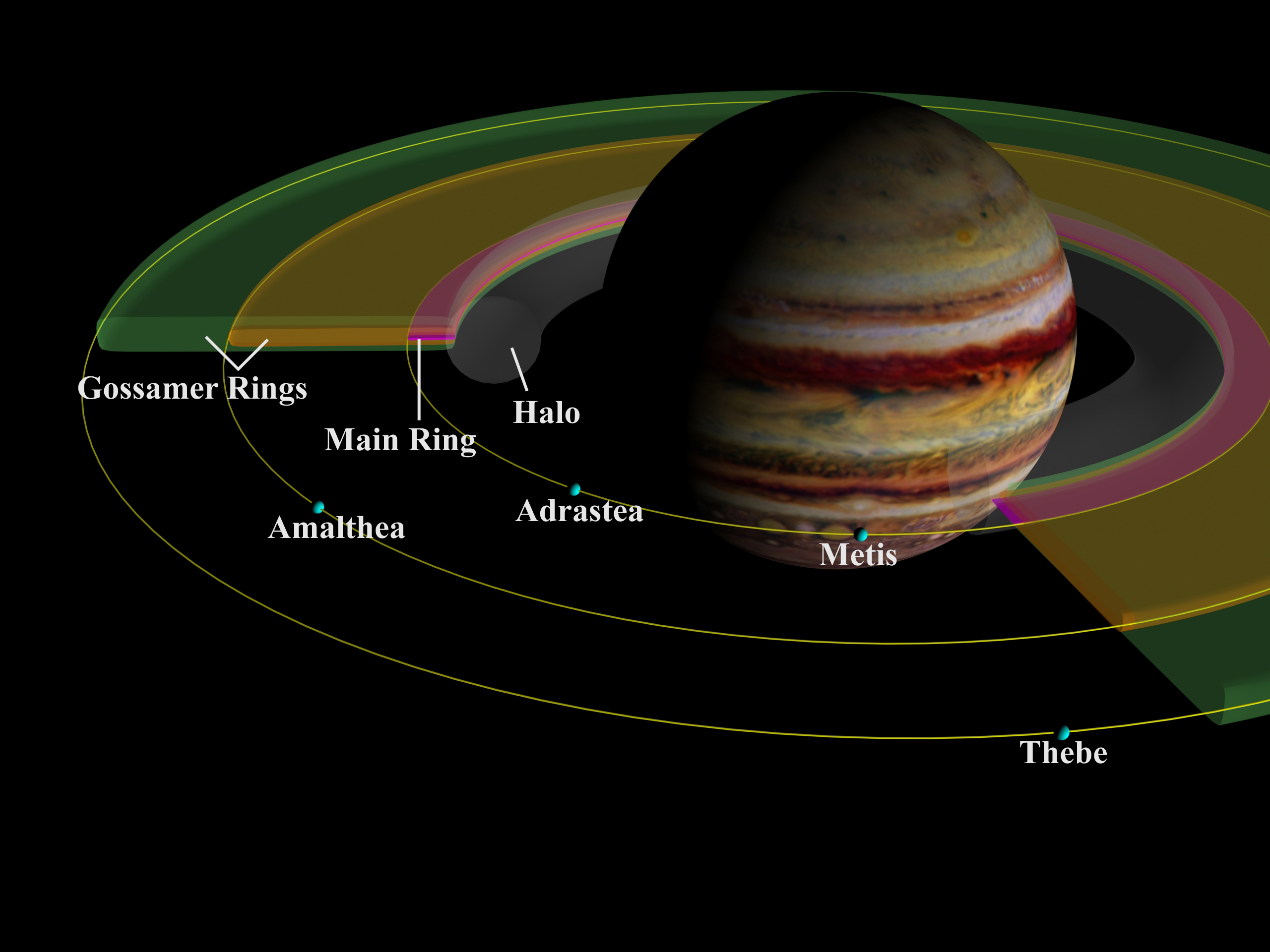
Schema sistemului de inele al lui Jupiter și a patru sateliți interiori. Amalthea este a treia cea mai exterioară lună interioară, orbitând în interiorul inelelor Gossamer.

Datorită forței mareice a lui Jupiter, densitatea scăzută și forma neregulată a lui Amalthea, viteza cosmică în punctele de pe suprafața sa cele mai apropiate și cele mai îndepărtate de Jupiter nu este mai mare de 1 m/s, iar praful poate scăpa cu ușurință, de ex. impacturi cu micrometeoriți; acest praf formează Inelul Gossamer Amalthea.
În timpul zborului său către Amalthea, scanerul de stele al sondei spațiale Galileo a detectat nouă obiecte sclipitoare care par a fi mici sateliți în apropierea orbitei lui Amalthea. Deoarece au fost observați dintr-o singură locație, distanțele lor reale nu au putut fi măsurate. Acești mici sateliți pot avea orice mărime, de la pietriș la dimensiunea unui stadion. Originile lor sunt necunoscute, dar pot fi capturați gravitațional pe orbita actuală sau pot fi aruncați de impacturi cu meteoriți de pe Amalthea. Pe orbita finală (cu doar o oră înainte de distrugere), Galileo a detectat încă un astfel de satelit. Însă, de data aceasta Amalthea se afla de cealaltă parte a planetei, așa că este probabil ca particulele să formeze un inel în jurul planetei lângă orbita lui Amalthea.

## Priveliști spre și dinspre Amalthea

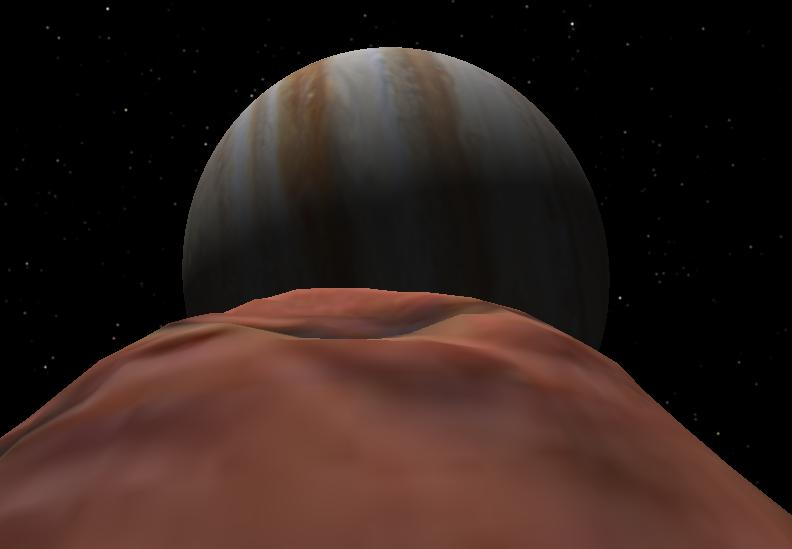
Vedere simulată a lui Jupiter de pe Amalthea.

De pe suprafața lui Jupiter – sau mai degrabă, chiar de deasupra vârfurilor norilor – Amalthea ar părea foarte strălucitoare, strălucind cu o magnitudine de -4,7,  similară cu cea a lui Venus de pe Pământ. La doar 8 arcminute în diametru,  discul său ar fi abia perceptibil. Perioada orbitală a Amaltheei este doar puțin mai lungă decât ziua planetei sale părinte (aproximativ 20% în acest caz), ceea ce înseamnă că ar traversa foarte încet cerul lui Jupiter. Timpul dintre răsăritul și apusul satelitului ar fi de peste 29 de ore. 
Jurnalistul științific Willy Ley a sugerat-o pe Amalthea ca bază pentru observarea lui Jupiter, din cauza apropierii sale de planetă, a orbitei aproape sincrone și a dimensiunilor mici care fac o aterizare ușoară.  De pe suprafața Amaltheei, Jupiter ar părea enorm: 46 grade, ar părea de aproximativ 85 de ori mai mare decât luna plină. Deoarece Amalthea este în rotație sincronă, Jupiter nu ar părea să se miște și nu ar fi vizibil dintr-o parte a Amaltheei. Soarele ar dispărea în spatele volumului lui Jupiter timp de o oră și jumătate la fiecare revoluție, iar perioada scurtă de rotație a lui Amalthea îi oferă puțin sub șase ore de lumină naturală. Deși Jupiter ar apărea 900 de ori mai strălucitor decât luna plină, lumina sa ar fi răspândită pe o zonă de aproximativ 8500 de ori mai mare și nu ar părea la fel de strălucitor pe unitate de suprafață.

## Explorare

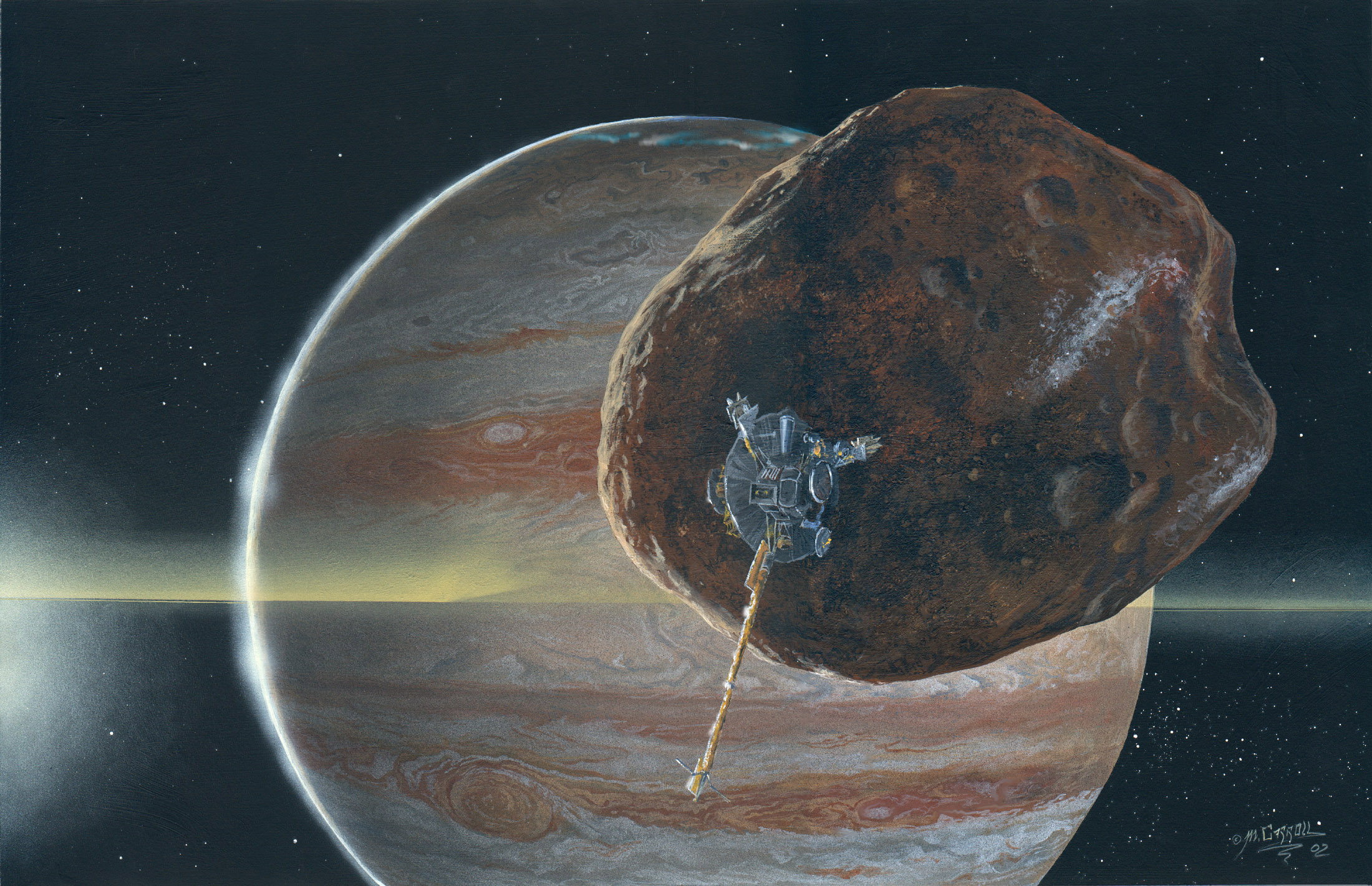
Impresie artistică a sondei spațiale Galileo care trece pe lângă Amalthea

În cursul anului 1979, sondele spațiale Voyager 1 și Voyager 2 au obținut primele imagini cu Amalthea pentru a-i rezolva caracteristicile de suprafață.  De asemenea, au măsurat spectrele vizibile și infraroșii și temperatura suprafeței.  Mai târziu, sonda Galileo a finalizat imagistica suprafeței lui Amalthea. Galileo și-a făcut ultimul satelit de zbor la o distanță de aproximativ 244 kilometri (152 mi) de la centrul Amaltheei (la o înălțime de aproximativ 160–170 km) la 5 noiembrie 2002, permițând determinarea cu precizie a masei satelitului, schimbând în același timp traiectoria lui Galileo, astfel încât acesta să se cufunde în Jupiter în septembrie 2003, la sfârșitul misiunii sale.  În 2006, orbita lui Amalthea a fost calculată cu mai mare precizie cu măsurători de la New Horizons.

## În ficțiune
Amalthea este locul desfășurării mai multor opere de science fiction, inclusiv povestiri de Arthur C. Clarke, James Blish și Arkady și Boris Strugatsky.